# Platysoma loriae
Platysoma loriae är en skalbaggsart som beskrevs av Schmidt 1893. Platysoma loriae ingår i släktet Platysoma och familjen stumpbaggar. Inga underarter finns listade i Catalogue of Life.